# Sigtryggur Baldursson
Sigtryggur Baldursson (Reikiavik, Islandia, 2 de octubre de 1962) es un músico islandés. Conocido por ser integrante de varios grupos de la década de 1980; Actualmente es baterista de sesión.

## Biografía
La iniciación musical de Siggi comenzó en 1980 cuando ocupó la posición de baterista para el grupo de punk vanguardista Þeyr, junto a Hilmar Örn Agnarsson en bajo, Magnús Guðmundsson como vocalista, Þorsteinn Magnússon (exmiembro de Eik) en guitarra y Guðlaugur Kristinn Óttarson en guitarra.
El primer concierto lo dieron el 28 de enero del mismo año en el Hótel Saga. Þeyr era una banda muy sofisticada con una profunda inspiración filosófica y física: todos sus miembros eran para entonces intelectuales en la música, ciencias, filosofía, religión e incluso magia. La música de Þeyr reflejaba diversas influencias musicales: Ígor Stravinski, Aleksandr Skriabin, Joy Division, Holger Czukay, Birthday Party, Siouxsie & the Banshees, Nina Hagen, David Byrne, Yes, Genesis, Grateful Dead, y John McLaughlin.
El primer álbum de Þeyr fue Þagað í Hel lanzado en 1980. En 1981 salió el álbum Mjötviður Mær, en el que se destacan canciones como "Iss", "Þeir" y "2999" que pueden ser consideradas como intentos de crear un estilo de pop futurístico gracias a la ayuda de distorsiones de voz, teclados y ritmos adicionales. La canción “Úlfur” se destaca además por contener un estilo de voz más enfadada convirtiéndola en una de las mejores de este trabajo.

También se destacan la instrumental “Mjötviður”, que le dan nombre al álbum y “Rúdolf”, una canción antifascista.

En 1981 también sacaron el sencillo Iður til Fóta en el que se destacan canciones como “Teðrukkinn”, “Bás 12” y "Brennunjálssaga", la banda sonora de la película del mismo nombre dirigida por Friðrik Þór Friðriksson sobre la saga de Njál. Más tarde, el mismo año salió Life Transmission, el siguiente sencillo.
En 1982 salió el tercer y último álbum de Þeyr: As Above .... Este trabajo contiene versiones en inglés de los éxitos de Þeyr. Una canción que se destaca del resto es “Killer Boogie”, debido a que es considerada como un intento por parte del grupo para tener trascendencia internacional. Más tarde participan de un recital en Reikiavik del cual se grabó un disco en vivo llamado Rokk í Reykjavík (en islandés, “Rock en Reikiavik”) con todas las bandas islandesas importantes en ese momento. Þeyr participó con dos canciones: “Killer Boogie” y “Rúdolf”. Más tarde, en el mismo año lanzan su último sencillo, The Fourth Reich con un uso de percusión y esfuerzos rítmicos que en trabajos anteriores, destacándose en este sentido la canción “Zen” con una orientación hacia el rock mucho más profunda.

También en aquel año, el cantante de Killing Joke, Jaz Coleman, se mudó a Islandia como consecuencia de su temor de que el fin del mundo se avecinaba. Una vez allí realizó colaboraciones musicales con diferentes bandas, pero sobre todo con Þeyr llegando a formar un grupo originalmente llamado Iceland, pero más tarde denominado Niceland por Guðlaugur, sin la presencia de Þorsteinn Magnússon. Después de ensayar por semanas, Niceland se prepararon para grabar 5 canciones en 1983, de las cuales dos no se completaron; las tres canciones grabadas fueron: “Guess Again”, “Catalyst” y “Take What’s Mine”. Estas nunca fueron lanzadas oficialmente y permanecen como inéditas hasta el presente.
En 1983 lanzaron Lunaire, un sencillo en el que se destaca la canción que le da su nombre por ser considerada la canción con mayor orientación punk de Þeyr cargada de guitarras distorsionadas y sonidos bastante futurísticos
El único registro físico de la existencia de Þeyr fueron sus siete discos de vinilos. En 2001, los familiares y amigos contribuyeron para la edición de mezclas inéditas redescubiertas de Iður til Fóta y Mjötviður Mær, por lo que el nuevo CD pasó a llamarse Mjötviður til Fóta y es el único disco de Þeyr en existencia. La razón por la que los siete discos de vinilos no fueron reeditados es que las grabaciones originales se perdieron o se creen robadas.
En 1983 el cantante de Purrkur Pillnikk Einar Örn Benediktsson conoció a Björk (de Tappi Tíkarrass) cuando un DJ dejaba su trabajo en la radio y para despedirse reunió a los artistas de vanguardia de Islandia en los que se encontraban además Einar Örn y Björk, Einar Arnaldur Melax de Medúsa, su compañero de banda, Guðlaugur Kristinn Óttarsson, y Birgir Mogensen de Með Noktum, y finalmente Siggi Baldursson. Después de componer y ensayar por dos semanas se presentaron con el nombre de KUKL (“Hechicero”, en islandés).
Aunque el estilo de KUKL era de un tipo de rock gótico oscuro con el estilo de Killing Joke y referencias vanguardistas del after-punk de The Fall, fue definido más tarde por Björk como “jazz-punk-hardcore existencial”. 
Mientras hacían una gira en Islandia se presentaron con Crass, y posteriormente visitaron el Reino Unido en una serie de presentaciones con Flux of Pinks Indians. KUKL produjo The Eye en 1984.

A The Eye le siguió Holidays in Europe (The Naughty Nought) en 1986 que, como el disco anterior, fue lanzado a través de Crass Records.
Para ese momento Björk había estado saliendo con el guitarrista de Medúsa Þór Eldon Jónsson y estaba embarazada, por lo que los innumerables viajes de gira de KUKL dentro de Europa se convirtieron en una tarea muy intensa: “Fuimos a Inglaterra y tocamos con bandas de punk para apoyar a los mineros por tres semanas. Nos habíamos comprado un viejo Ford Transit y le sacamos los asientos traseros. Melax había construido una plataforma allí para poner el equipo, con bolsas de dormir encima. Entonces, viajábamos, y viajábamos y viajábamos. También tocamos un poco, pero principalmente viajábamos.

Eso es lo que más recuerdo. Interminables viajes de ida y vuelta por Europa. Teníamos un solo ayudante en la primera mitad del viaje, pero Guðlaugur lo insultó tanto que se volvió a su casa. Guðlaugur sobrevivía de fotosíntesis y un poco de levadura; estaba tan podrido que podría recargar la batería del vehículo con el poder mental.

En un maratónico viaje desde Berlín a París me acababa de dormir sobre la plataforma cuando me desperté escuchando a nuestra cantante [Björk] gritando como un cerdo degollado: “¡ASESINOS!”.

Salté tan rápido que me golpeé la cabeza contra el techo, y cuando vi que los asesinos eran topadoras que estaban arrastrando árboles a la orilla de la ruta así la ampliaban, mi primer pensamiento fue: ‘maniáticas de mierda en todas partes... deberían encerrar a esta mujer antes de que ocasione algún daño’; por supuesto que ahora es muy tarde”.
La banda se separa y en el verano boreal de 1986, pero el 8 de junio de 1986 Björk dio a luz a Sindri Eldon Þórsson, fecha que también es citada como el nacimiento oficial de Sykurmolarnir que finalmente sería traducida a su equivalente en inglés: The Sugarcubes (“Los Cubos de Azúcar”). Para ese momento Einar Örn y Þór Eldon estaban al frente de una nueva organización llamada Smekkleysa u oficialmente conocida como Bad Taste, un sello discográfico contracultural que fomentaba el trabajo artístico de jóvenes islandeses, que Siggi describiría de la siguiente manera: “Es mejor que el camino sea largo, entonces hay tiempo suficiente para filosofar sobre cómo es el viaje que importa y no el destino. El camino de Bad Taste ha sido uno largo, y se sigue alargando, aunque no podría decir si se está haciendo grande. El depósito al menos se está ampliando con una velocidad aterradora, de hecho, uno puede encontrar un número de títulos que realmente no deberían ser llamados best-sellers. Esto es una de las cosas que es tan buena de la compañía: cuánto material está listo para salir, pero que no se vende en absoluto. De muchas maneras, es una compañía increíblemente estúpida. Al menos, teniendo en cuenta cómo consideres que debe ser administrada. Si estuviéramos hablando de un camino recto y largo, esta compañía está tomando un camino más tortuoso y no siempre se ha mantenido en el asfalto”.
El estilo de música de los Sugarcubes tuvo un enfoque más comercial que en bandas anteriores, porque según Einar Örn hacía falta dinero para costear los gastos.
Los Sugarcubes eran Björk, Siggi Baldursson, Einar Örn y Einar Melax, con Þór Eldon, Bragi Ólafsson y Friðrik Erlingsson; Einar Melax sería reemplazado más tarde por Margrét Örnólfsdóttir en teclados. Óttarsson y Mogensen no siguieron al grupo. Siggi recuerda a la etapa de los Sugarcubes como la menos estresante: “[con KUKL] el camino se había hecho muy largo. Pero, era una especie de sufrimiento feliz, para decir la verdad. Así, pasaron dos años y el sufrimiento disminuyó con los Sugarcubes”.
El primer sencillo de los Sugarcubes Amæli (Birthday, en su versión al inglés), se convirtió en un gran éxito en Inglaterra. De esta manera ganaron una significativa popularidad en el Reino Unido y en los Estados Unidos y las ofertas de compañías discográficas empezaron a llegar. Seguidamente, la banda firmó con One Little Indian y grabaron su primer álbum, Life's Too Good, un álbum que los llevó a la fama mundial -la primera banda islandesa en lograr semejante éxito. En 1988 lanzaron su segundo álbum llamado Here Today, Tomorrow, Next Week!, álbum que recibió las peores críticas atribuidas, en gran parte, a la constante intromisión de Einar Örn.
El éxito de los Sugarcubes iba decayendo y mientras tanto, Björk participó en otros proyectos adicionales.

En 1992 los Sugarcubes lanzaron Stick Around for Joy, el álbum más famoso, pero a pesar del éxito alcanzado, las tensiones aumentaron entre Einar Örn y Björk y para finales de ese año, sale a la venta un álbum con remixes titulado It's-It, el último lanzamiento antes de que la banda se separe. Cada integrante siguió un camino diferente, siendo la carrera de Björk como solista la más exitosa.
Después de la separación de los Sugarcubes, Siggi formó Bogomil Font og Milljónamæringarnir (Bogomil Font y los Millonarios) que más tarde pasó a llamarse simplemente Bogomil Font, una banda de bar que interpretaba jazz y mambo con percusión y tonos vocales, ambos a cargo de él mismo. El álbum que lanzó el grupo, con el título de Ekki Þessi Leiðinði, fue número 1 en Islandia, e incluso llegó a reemplazar en ventas a Debut, el primer álbum solista de su excompañera Björk.
El mismo año, se mudó a Wisconsin porque su esposa había obtenido un doctorado en los Estados Unidos. Acerca de sus estudios dice: “Estudié batería, salí con mi familia y toqué en sesiones - jazz experimental, rock hippy, funk, de todo”. En 1995 salió el último álbum de Bogomil Font: Bogomil Font Syngur Tónlist Eftir Kurt Weill, Norður og Niður y colaboró con la banda de música mundial The Reptile Palace Orchestra, donde sacaron un álbum titulado Highway X, a través de Omnium Records y otra colaboración fue para el grupo Unun en donde se encontraba su excompañero Sugarcube, el guitarrista Þór Eldon, para el álbum debut del grupo titulado Æ. El mismo año lanzó el segundo álbum de Bogovil Font, Út og Suður. En 1996 participó de [Isobel (single)]], sencillo del álbum Post de la cantante Björk.
Actualmente es propietario de un estudio de batería de sesión llamado The Slaughterhouse, en Hilversum, Wisconsin, desde donde realiza grabaciones de batería para otros artistas ya sea a través de formato MP3 o CD, que le permiten una transferencia más rápida gracias a herramientas como Protools 001. En 1996 grabó un disco de muestras titulado ADD - Acoustic Drum Disc, del inglés: Disco de Batería Acústica; disco que contiene 97 rìtmos de batería con orientación jazística, lo que condujo a su último proyecto, Dip junto a Jóhann (ex Lhooq y Unun), que según Siggi, “es música mafiosa para los '90”. Solamente lanzó un álbum: Hi-Camp Meets Lo-Fi, en 1999. Su último trabajo en una banda fue en Grindverk, junto a Hilmar Örn Hilmarsson y Einar Örn, grupo creado en 1997, y lanzaron un único álbum, Gesundheit von K, a principios de 1999. Después de esta fecha ha tenido varias colaboraciones en las que se destacan varios trabajos del artista electrónico Howie B.
Siggi ha declarado en entrevistas que extraña el aspecto de las giras y la vida en banda, “pero me gusta el hecho de que lentamente me he hecho mucho más independiente”.

Hacia febrero de 2005, bajo la convocatoria de su amigo, el exguitarrista de Þeyr y KUKL Guðlaugur Kristinn Óttarsson, es convocado a partipicar de la grabación de un disco y realizar presentaciones promocionales en Islandia. El disco saldría a mediados de 2005.

## Discografía

### Discografía deÞeyr(1980-1983)
Álbumes:
- 1980 - Þagað í Hel (SG-hjómplötur)
- 1981 - Mjötviður Mær (Eskvímó)
- 1982 - As Above ... (SHOUT)

Singles:
- 1981 - Life Transmission (Fálkinn/Eskvímó)
- 1981 - Iður til Fóta (Eskvímó)
- 1982 - The Fourth Reich (MJÖT)
- 1983 - Lunaire (Gramm)

### Niceland(1983)
- Sin lanzamientos oficiales. En 1983 grabaron tres canciones: “Guess Again”, “Catalyst” y “Take What’s Mine”, canciones que permanecen como inéditas.

Otros lanzamientos:
- 2001 - Mjötviður til Fóta (Esquimaux Management), compilado.

Apariciones y colaboraciones:
- 1981 - Northern Lights Playhouse (Steinar Music), compilado islandés.
- 1982 - Rokk í Reykjavík (Smekkleysa), compilado de concierto.
- 1987 - Geyser - Anthology of the Icelandic Independent Music Scene of the Eighties (Enigma Records), compilado islandés.
- 1998 - Nælur (Spor), compilado islandés.

### Discografía deKUKL(1983-1986)
Single:
- 1983 - Söngull (Gramm)

Álbumes:
- 1984 - The Eye (Crass Records)
- 1984 - KUKL á Paris 18.9.84 (V.I.S.A.)
- 1986 - Holidays in Europe (The Naughty Nought) (Crass Records)

Apariciones y colaboraciones:
- 1987 - Geyser - Anthology of the Icelandic Independent Music Scene of the Eighties (Enigma Records), compilado.
- 2002 - Family Tree (One Little Indian), caja de CD de Björk.

### The Elgar Sisters(1983-1986)
- No existen lanzamientos oficiales - Grabación de 11 canciones, pero solo tres fueron lanzadas durante la carrera solista de Björk. El trabajo de Sigtryggur Baldursson quedó registrado en canciones inéditas.

### Discografía deThe Sugarcubes(1986-1992)
Álbumes:
- 1988 - Life's Too Good (Elektra Records)
- 1989 - Here Today, Tomorrow, Next Week! (Elektra Records)
- 1992 - Stick Around for Joy (Elektra Records)
- 1992 - It's-It (Elektra Records)

Singles:
- 1986 - Einn Mol'á Mann (Smekkleysa), bajo el nombre Sykurmolarnir.

De Life's Too Good:
- 1987 - Birthday (Elektra Records)
- 1988 - Coldsweat (Elektra Records)
- 1988 - Deus (Elektra Records)
- 1988 - Motorcrash (Elektra Records)

De Here Today, Tomorrow, Next Week!:
- 1989 - Regina (Elektra Records)
- 1989 - 12.11 (Elektra Records)
- 1989 - 7.8 (Elektra Records)
- 1989 - CD.6 (Elektra Records)
- 1989 - Tidal Wave (Elektra Records)
- 1990 - Planet (Elektra Records)

De Stick Around for Joy:
- 1991 - Hit (Elektra Records)
- 1992 - Walkabout (Elektra Records)
- 1992 - Vitamin (Elektra Records)
- 1992 - Leash Called Love (Elektra Records)

Colaboraciones:
- 1987 - Snarl 2 (Erðanumúsík), compilado islandés. Participación bajo el nombre de Sykurmolarnir.
- 1987 - Luftgítar (Smekkleysa), álbum de Johny Triumph.
- 1987 - Skytturnar (Gramm), banda sonora: ver Skytturnar (película).
- 1988 - One Little Indian - Greatest Hits Volume One (One Little Indian), grandes éxitos (volumen 1) de la discográfica One Little Indian.
- 1990 - Hættuleg Hljómsveit & Glæpakvendið Stella (Megas), álbum de Megas.
- 1990 - World Domination or Death Volume 1 (Elektra Records), compilado.
- 1990 - One Little Indian - Greatest Hits Volume Two (One Little Indian), grandes éxitos (volumen 2) de la discográfica One Little Indian.
- 1990 - Rubáiyát - Elektra's 40th Anniversary (Elektra Records), compilado aniversario de Elektra Records.
- 1993 - Welcome to the Future (One Little Indian), compilado.

Otros lanzamientos:
- 1988 - Sugarcubes Interview Disc (Baktabak)
- 1998 - The Great Crossover Potential (One Little Indian)
- 1998 - Avengers (Soundtrack) (WEA/ATLANTIC)
- 1998 - Music Inspired by the Motion Picture: The Avengers (BIG EAR)

#### DVD/VHS
- 1990 - The Video (Polygram)
- 1992 - Á Guðs Vegum (Smekkleysa)
- 1992 - Murder and Killing in Hell (Windsong International Video)
- 2004 - The Sugarcubes - the DVD (One Little Indian)
- 2004 - The Sugarcubes - Live Zavor (One Little Indian)

Hljómsveit Konráðs B - (período 1989/1990)
- Sin lanzamientos oficiales.

### Discografía de Bogomil Font (1993-1997)
- 1993 - Ekki Þessi Leiðinði (Bad Taste), bajo el nombre de Bogomil Font og Milljónamæringarnir.
- 1995 - Bogomil Font Syngur Tónlist Eftir Kurt Weill, Norður og Niður (Bad Taste)

#### Videografía
- 1993 - The Crooner Behind the Curtain

### Discografía deDip(1997-1999)
- 1999 - Hi-Camp Meets Lo-Fi (Bad Taste)

Apariciones:
- 1998 - Popp í Reykjavík (???)
- 2000 - Óskabörn Þjóðarinnar (???)

### Discografía deGrindverk(1999)
- 1999 - Gesundheit von K (Fat Cat Records)

### Colaboraciones de Sigtryggur Baldursson
- 1986 - Sjónvarpsþátturinn í Stálsmiðjunni (RÚV), álbum de Megas.
- 1986 - Í Góðri Trú (Gramm Records), álbum de Megas.
- 1987 - Loftmynd (Gramm Records), álbum de Megas.
- 1991 - Lucky One (Ps.músik), álbum de KK.
- 1992 - Þrír Blóðdropar (Skífan), álbum de Megas.
- 1995 - Æ (Bad Taste), álbum de Unun.
- 1995 - Jackersville (Hefty Records), álbum de Turtletoes.
- 1996 - Org@sm.com (Fisheye Records), álbum de Headpump.
- 1996 - Isobel (One Little Indian), sencillo correspondiente al álbum Post de Björk.
- 1996 - The Aquarium Conspiracy (Bradfish), álbum de Bradley Fish.
- 1996 - The Journey has Just Begun... (Laughing Cat Records), álbum de Natty Nation.
- 1997 - Highway X (Omnium Records), álbum de The Reptile Palace Orchestra.
- 1998 - Iguana Iguana (Omnium Records), álbum de The Reptile Palace Orchestra.
- 1999 - Trabendo (Virgin Records), álbum de Les negresses vertes & Howie B.
- 1999 - Holly Palmer (Warner Brothers), álbum de Howie B.
- 2000 - Love in the Time of Science (One little Indian/Virgin), álbum de Emilíana Torrini.
- 2000 - Daddy Longlegs (Pussyfoot Records), álbum de Howie B.
- 2001 - Mindbeat (Bad Taste), álbum de Siggi Ármann.
- 2001 - Chlillout Sessions (Polygram Records), álbum de Howie B.
- 2001 - De la Guarda (DLG), álbum de Howie B.
- 2005 - Dense Time (Pronil Holdings), álbum de Guðlaugur Kristinn Óttarsson.

CD de sesión:
- 1996 - ADD - Acoustic Drum Disc (Laughing Cat /Bad Taste)
- 2000 - Processed Drumkits (Sonic Foundry)
- 2001 - Hi Carb Acoustic Drumgooves (Sonic Foundry)

## Videografía
- 2000 - Drummer, film de Chris Cunningham.
- 2001 - Icerushes, film de Giovanni Sampogna.

## Comerciales
- 2001 - Para Patek Phillippe, Londres.

## Escritos
- 1999 - artículos semanales en la estación de radio Bylgjan.
- También ha escrito artículos para Mannlif, Morgunblaðið, Visir.is y Bleikt og Blátt.